# しらいちご
しらいちご（3月27日 - 2016年9月1日）は、日本の漫画家、イラストレーター、原画家。

## 人物・エピソード
2013年6月からCOMICポプリクラブで活躍していた。2015年4月には初の単行本である『いちごPack』が発売された。純愛をテーマにした作品は愛情の伝わる描写も相まってどれも好評を博した。
2016年には初のゲームのキャラクターデザインとなる『よめがみ My Sweet Goddess!』で無花果 美命 （いちじく みこと）のキャラクターデザインを担当した。
2016年9月1日に病のため永眠した。

## 主な作品
- 特記のないものは、COMICポプリクラブ掲載。

### 単行本
- いちごPack 2015年4月23日 ISBN 9784863793514

収録作品
- いただきXます♥（2013年12月号掲載）
- 1年目のはじめて（2013年6月号掲載）
- 二年目のこれから（2015年4月号掲載）
- まごころおやつ（2015年2月号掲載）
- しょこらぽっと（2014年8月号掲載）
- みるくぽっと（2014年10月号掲載）
- あまえろスイート（2014年6月号掲載掲載）
- きず×ばん（2014年4月号掲載）
- ひみつのおねーさん（2013年8月号掲載）
- オオカミさんにご用心（2013年9月号掲載）
- らびはに（2013年10月号掲載）

### 単行本未収録作
- ハツナツドキ（2015年9月号掲載）

### ゲーム原画
- よめがみ My Sweet Goddess!（ALcot）